# Edge (wrestler)
Adam Joseph Copeland, meglio conosciuto come Edge (Orangeville, 30 ottobre 1973), è un wrestler e attore canadese, sotto contratto con la All Elite Wrestling.
Copeland fu allievo di Ron Hutchinson e Sweet Daddy Siki, entrambi appartenenti alla famiglia Hart. Nel corso degli anni novanta lottò nel circuito indipendente nordamericano, facendo coppia con Christian, suo fratello secondo la storyline. Nel 1996 firmò un contratto di sviluppo con la World Wrestling Federation e debuttò nel mese di giugno, rimanendovi ininterrottamente fino al ritiro avvenuto nell'aprile del 2011 a causa del sopraggiungere di una stenosi del canale vertebrale. Tornò alla competizione attiva, nove anni dopo, al pay-per-view Royal Rumble 2020.
È uno dei wrestler più titolati di tutti i tempi, avendo vinto complessivamente trentuno titoli: in particolare è stato undici volte campione del mondo (sette volte World Heavyweight Champion e quattro volte WWE Champion), quattordici volte campione di coppia (dodici volte World Tag Team Champion e due volte WWE Tag Team Champion), cinque volte campione intercontinentale e una volta campione degli Stati Uniti, risultando il dodicesimo wrestler ad aver completato il Grand Slam (nuovo formato); conquistò inoltre l'edizione 2001 del torneo King of the Ring, il Money in the Bank (edizione 2005), e la Royal Rumble (edizioni 2010 e 2021)  il che lo rende l'unico lottatore nella storia della federazione ad aver conseguito tali risultati. Nel 2012, un anno dopo il ritiro, fu inserito nella WWE Hall of Fame da Christian.

## Biografia
Adam Copeland nacque nella città canadese di Orangeville (Ontario). Figlio di Judy Copeland, una mamma single che fece due lavori per mantenerlo, iniziò ad interessarsi al Wrestling in gioventù; i suoi wrestler preferiti erano Mr. Perfect, Randy Savage, Hulk Hogan, Ricky Steamboat, Shawn Michaels e Bret Hart.
All'età di 17 anni vinse un contest e venne allenato dagli ex wrestler professionisti Sweet Daddy e Ron Hutchinson.

## Carriera nel wrestling

### Circuito indipendente (1992–1995)
Copeland iniziò la sua carriera combattendo in una federazione locale di Toronto con il ring name di Sexton Hardcastle. Verso la metà degli anni novanta, lottò nella federazione di Tony Condello come Adam Impact. Nel 1997, i Sex and Violence divennero parte di una grande stable chiamata Thug Life, unendosi con Christian Cage (suo amico d'infanzia), Zakk Wyld, Bill Skullion e Rhino Richards. Durante i suoi trascorsi nel circuito indipendente, vinse due volte il MWCW Tag Team Championship con Joe E. Legend e due volte il ICW Street Fight Tag Team Championship (una volta con Legend e una volta con Cage).
Il team formato da Hardcastle e Cage divenne conosciuto come Hard Impact prima di cambiare nome in The Suicide Blondes. Hardcastle e Cage lottarono anche in Giappone con il nome di The Canadian Rockers. Copeland combatté nella World Championship Wrestling con il nome di Damon Striker in due occasioni separate affrontando Kevin Sullivan e Meng, in due puntate di WCW Pro. Il suo potenziale fu notato dalla WWF che lo mise sotto contratto nel 1998.

### World Wrestling Federation/Entertainment (1996–2023)

#### Varie faide (1996–1998)
Il 10 maggio 1996, con il nome Sexton Hardcastle, sostituì l'avversario Bob Holly in un incontro di apertura a un house show svoltosi a Hamilton.
Nel 1996, guadagnò inizialmente 210 dollari a settimana durante il suo periodo in WWF senza un contratto. La federazione pagò anche i debiti che aveva in sospeso con il college, che si aggiravano intorno ai 40.000 dollari. L'anno successivo, firmò un contratto di sviluppo con la WWF.
Nel Remembrance Day a Cornwall, con il suo vero nome, affrontò Christian ai taping di Shotgun, l'incontro venne incluso nel DVD Edge: A Decade of Decadence. Dopo aver completato il suo allenamento, fece il suo debutto televisivo il 22 giugno 1998 a Raw come Edge, un tipo solitario che entrava nell'arena dalla folla. Copeland dichiarò che per la scelta del nome si ispirò ad una radio stazione di Albany.
Nel suo primo match in pay-per-view a SummerSlam, si rivelò essere il partner misterioso di Sable e sconfisse Marc Mero e Jacqueline. A Breakdown: In Your House, Edge venne sconfitto da Owen Hart. Nella puntata di Heat dell'11 ottobre, sconfisse Vader e a Capital Carnage, perse contro Tiger Ali Singh.

#### Alleanza con Christian (1998–2001)

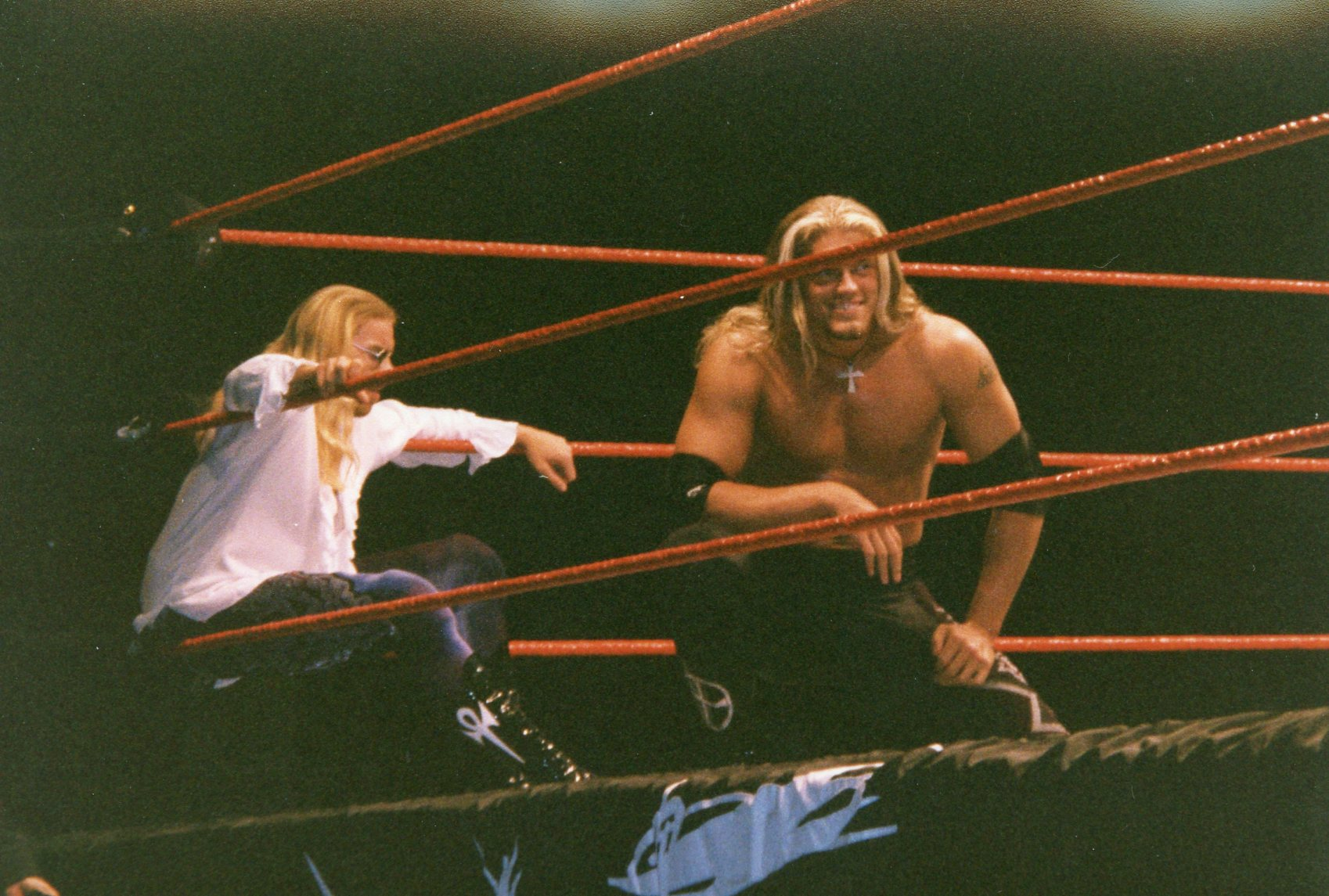
Christian e Edge nel 1999

Successivamente, iniziò poi una faida con Gangrel e quest'ultimo introdusse Christian (fratello di Edge nella storyline) come alleato. Gangrel e Christian lo convinsero a unirsi a loro, e i tre formarono la stable The Brood. A Rock Bottom: In Your House, il Brood sconfisse la J.O.B. Squad in un six-man tag team match. Alla Royal Rumble, prese parte al Royal Rumble match con il numero 5, ma fu eliminato da Road Dogg. Nel febbraio successivo, il Brood si unì al Ministry of Darkness di The Undertaker. L'alleanza terminò il 19 aprile, quando Christian fu attaccato da Ken Shamrock forzandolo a dirgli il posto in cui si trovava Stephanie McMahon, che era stata rapita da The Undertaker. Ciò portò a una breve faida tra le due stable che si concluse a Backlash: In Your House in un six-man tag team match vinto dal Ministry of Darkness. A King of the Ring, gli Hardy Boyz sconfissero Edge e Christian in un incontro che avrebbe decretato i nuovi sfidanti al WWF Tag Team Championship.
Conquistò l'Intercontinental Championship, suo primo titolo in singolo, il 24 luglio sconfiggendo Jeff Jarrett in un house show a Toronto, ma lo perse la notte successiva nel rematch di Fully Loaded. A SummerSlam, Edge e Christian presero parte a un Tag Team turmoil match dove eliminarono tre team: il New Brood (Matt e Jeff Hardy), Mideon e Viscera e Droz e Albert prima di essere eliminati dagli Acolytes. Ad Unforgiven, affrontarono senza successo i New Age Outlaws (Billy Gunn e Road Dogg) per il WWF Tag Team Championship.
Nel mese di ottobre, Gangrel tradì Edge e Christian per allearsi con gli Hardy Boyz, ciò portò a un Ladder match tra i due team a No Mercy, con in palio i servizi manageriali di Terri Runnels e 100.000 dollari, vinto da Matt e Jeff Hardy. Alle Survivor Series, Edge, Christian, e gli Hardy Boyz vennero sconfitti dai Too Cool, Crush e Hardcore Holly in un four-on-four Survivor Series elimination match.
Alla Royal Rumble, partecipò al Royal Rumble match con il numero 14, ma fu eliminato da Al Snow e Val Venis. A No Way Out, sconfissero gli Hardy Boyz e diventarono gli sfidanti al WWF Tag Team Championship. e a WrestleMania 2000 del 2 aprile, sconfissero gli Hardy Boyz e i Dudley Boyz e vinsero il WWF Tag Team Championship in un Triangle Ladder match, che portò alla creazione del Tables, Ladders and Chairs match.
Dopo questa vittoria, Edge e Christian trovarono il successo come heel, vincendo il WWF Tag Team Championship altre sei volte (per un totale di sette). A Backlash, sconfissero X-Pac e Road Dogg mantenendo i titoli., ma li persero contro i Too Cool, per poi riconquistarli a King of the Ring. A Fully Loaded, persero per squalifica contro gli Acolytes Protection Agency, da stipulazione mantennero il titolo di coppia. Dopo aver mantenuto nuovamente i titoli a SummerSlam, li persero contro gli Hardy Boyz ad Unforgiven in uno steel cage match, salvo riconquistarli mascherati e rinominati "Los Conquistadores" a No Mercy. La notte successiva a Raw, gli Hardy Boyz si travestirono da Los Conquistadores e sconfissero Edge in un handicap match titolato dopo che Christian fu messo fuori gioco.
Alle Survivor Series, insieme ai due membri del Right to Censor (Bull Buchanan e The Godfather), vennero battuti dai Dudley Boyz e Hardy Boyz in un four-on-four Survivor Series elimination match. Ad Armageddon, difesero con successo il WWF Tag Team Championship in un fatal four-way tag team match, ma lo persero otto giorni dopo contro The Rock e The Undertaker. Edge e Christian riconquistarono i titoli alcuni giorni più tardi a SmackDown, ma a Royal Rumble,  li persero contro i Dudley Boyz. A No Way Out, fallirono l'assalto al titolo di coppia contro i Dudley Boyz e i Brothers of Destruction (The Undertaker e Kane). A WrestleMania X-Seven, sconfissero gli Hardy Boyz e i Dudley Boyz nel secondo TLC match della storia. Questo, insieme al match di WrestleMania 2000, viene considersto uno dei più belli e spettacolari match della storia dei tag team.

#### King of the Ring e regni titolati (2001–2003)
Edge iniziò a combattere da singolo e vinse l'edizione 2001 del torneo King of the Ring e divenne un beniamino del pubblico. Poco tempo dopo, Christian tradì Edge, iniziando una rivalità tra i due per l'Intercontinental Championship di Edge che portò a un match tra i due a SummerSlam, vinto da Edge. La rivincita si tenne ad Unforgiven, dove fu Christian a prevalere. I due disputarono un ultimo match, un Ladder match a No Mercy e fu Edge a trionfare, ponendo fine alla rivalità. Nella puntata di Raw del 5 novembre, perse ll titolo contro Test, mentre la settimana seguente vinse lo United States Championship sconfiggendo Kurt Angle.
Alle Survivor Series, sconfisse Test unificando l'Intercontinental Championship e lo United States Championship. Il mese seguente, iniziò una rivalità con William Regal per l'Intercontinental Championship, che sconfisse a Vengeance.: tuttavia, Regal sconfisse Edge alla Royal Rumble 2002, grazie all'uso illegale di un tirapugni, conquistando il titolo, per poi perderlo nella rivincita a No Way Out in un Brass Knuckles On a Pole match.
A seguito della Brand Extension, fu assegnato al roster di SmackDown! e iniziò faida con Kurt Angle, e fu sconfitto dall'Olympic Hero a Backlash, ma si prese la rivincita a Judgment Day, in un hair vs. hair match e come da stipulazione, a fine match gli rasò i capelli. La faida terminò nella puntata SmackDown! del 30 maggio, quando sconfisse Angle in uno Steel Cage match, ma durante l'incontro, Edge si infortunò al braccio dopo aver eseguito una spear dalla terza corda e rimase fuori dalle scene per un mese.
Il 4 luglio, due mesi più tardi, vinse il WWF Tag Team Championship insieme a Hulk Hogan sconfiggendo Billy e Chuck. I due mantennero i titolo fino a Vengeance, quando li persero contro Lance Storm e Christian. Iniziò poi una rivalità con Eddie Guerrero, che affrontò vittoriosamente a SummerSlam, ma fu poi sconfitto nella rivincita di Unforgiven. I due si affrontarono ancora una volta nella puntata successiva di SmackDown in un No Disqualification match, vinto da Edge ponendo fine alla faida.
Poco dopo, formò un team con Rey Mysterio, i due partecipano al torneo per assegnare il nuovo WWE Tag Team Championship, ma nella finale di No Mercy, furono sconfitti da Kurt Angle e Chris Benoit. Dopo aver fallito la conquista del titolo, i due sconfissero i Los Guerreros in un incontro valevole per lo status di sfidanti ai titoli di coppia. Il mese successivo, al pay-per-view Rebellion, Edge ebbe la sua prima opportunità per il WWE Championship, ma fu sconfitto da Brock Lesnar e dal suo manager Paul Heyman in un handicap match. Nella puntata di SmackDown! del 7 novembre, Edge e Mysterio vinsero il WWE Tag Team Chmpionship battendo Angle e Benoit in un two out of three falls match. Il duo mantenne le cinture fino alle Survivor Series dove affrontarono Angle e Benoit e i Los Guerreros in un triple threat elimination match, vinto da Eddie e Chavo, che si portarono a casa le cinture. Dopo questa sconfitta, il team si sciolse.
A Royal Rumble, partecipò all'omonimo match, dove entrò con il numero cinque, ma fu eliminato da Chris Jericho. Poco prima di No Way Out soffrì di un grave infortunio al collo che lo costrinse ad uno stop durato più di un anno.

#### Opportunità titolate (2004–2005)
Durante la draft lottery 2004 tornò dopo oltre un anno e fu trasferito nel roster di Raw. A Backlash, sconfisse Kane, e il 19 aprile a Raw, insieme a Chris Benoit, vinse il World Tag Team Championship. I due persero i titoli il 31 maggio a Raw contro La Résistance e nella rivincita titolata di Bad Blood, vinsero per squalifica, non conquistando i titoli. Il team si sciolse quando Edge cominciò una faida con L'Evolution, dove vinse l'Intercontinental Championship battendo uno dei membri, Randy Orton, a Vengeance. Difese con successo il titolo a SummerSlam, dove sconfisse Chris Jericho e Batista in un triple threat match. Poco dopo, durante un house show, si infortunò e il general manager di Raw, Eric Bischoff fu costretto a rendere vacante il titol
Poco dopo il suo ritorno, iniziò a mostrare alcuni comportamenti da heel e divenne ossessionato a vincere il World Heavyweight Championship e insieme a Chris Benoit e Shawn Michaels ricevette una potenziale opportunità titolata al World Heavyweight Championship di Triple H per Taboo Tuesday, ma fu Michaels a vincere il sondaggio e Edge e Benoit lottarono per il titolo di coppia. Durante l'incontro, un Edge arrabbiato abbandonò il suo partner (nonostante ciò Benoit riuscì comunque a vincere il titolo) e nel main event costò il titolo a Michaels, interferendo nel suo match con Triple H. Nella puntata di Raw del 1º novembre, Edge e Chris Benoit persero il World Tag Team Championship in favore della Résistance e dopo il match, Edge attaccò Benoit compiendo un turn heel. Edge cambiò drasticamente il suo personaggio, diventando folle e impertinente. Alle Survivor Series, fece parte dello sconfitto Team Triple H insieme a Triple H, Batista e Snitsky contro il Team Orton composto da Randy Orton, Chris Benoit, Chris Jericho e Maven, rimanendo tra gli ultimi due componenti del suo team insieme a Triple H.
Nella puntata di Raw del 29 novembre, prese parte a una battle royal per determinare lo sfidante al World Heavyweight Championship, la quale terminò in pareggio, dato che Edge e Chris Benoit toccarono il suolo contemporaneamente. Di conseguenza, Triple H venne costretto a difendere il titolo in un triple threat match. Nella contesa, Benoit sottomise Edge nella Crippler Crossface, ma allo stesso tempo Edge schienò Benoit e l'incontro terminò in pareggio. A causa di ciò, il titolo fu reso vacante la settimana seguente a Raw e venne messo in palio a New Year's Revolution nell'Elimination Chamber match e Edge fu uno dei sei partecipanti.  L'arbitro speciale Shawn Michaels, eseguì una Sweet Chin Music su Edge, in seguìto a un'accidentale spear subita, causando la sua eliminazione. Ciò portò a un incontro tra i due a Royal Rumble, vinto da Edge. Nella stessa sera, partecipò anche al Royal Rumble match, dove entrò con il numero 7, ma fu eliminato da Batista e John Cena.

#### WWE Champion e varie faide (2005–2006)

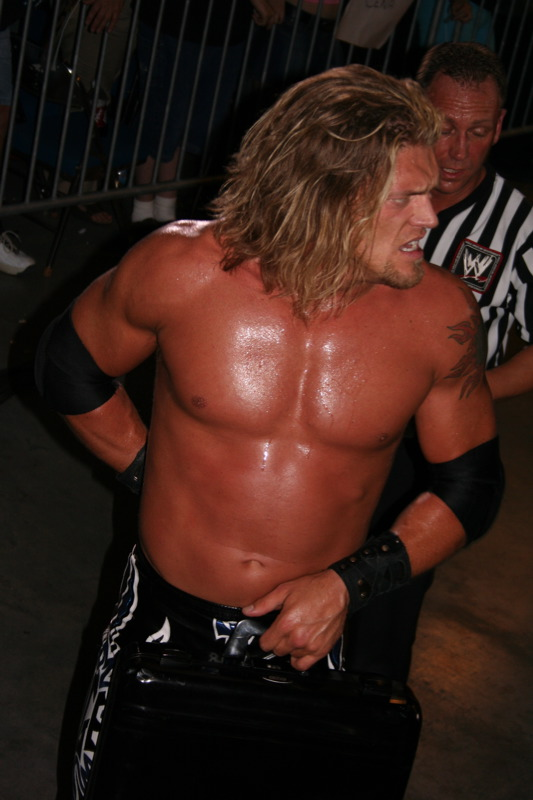
Edge nel 2005

Successivamente, si qualificò al primo Money in the Bank ladder match della storia, vincendolo a WrestleMania 21. Ottenne quindi un contratto che gli diede un'opportunità titolata al World Heavyweight Championship da sfruttare entro un anno. In un'intervista con Chris Jericho, dichiarò che inizialmente non aveva intenzione di partecipare a questo tipo di match e aveva parlato con il management della WWE dicendogli di non inserirlo nella card di WrestleMania 21, tuttavia venne convinto a partecipare all'incontro dallo stesso Jericho e da Kane. A Backlash, sconfisse Chris Benoit in un Last Man Standing match ponendo fine alla rivalità. Alcune settimane dopo, venne messo in coppia con Lita, sua fidanzata nella vita reale, in un angle nella quale Lita tradì Kane, suo marito nella storyline, durante la finale di un torneo che avrebbe garantito un'opportunità titolata al World Heavyweight Championship, passando al fianco di Edge e favorendo la sua vittoria, ma la settimana successiva, venne sconfitto dal campione Batista. Avviò poi una rivalità con Kane portando i due ad affrontarsi in molte occasioni tra cui un match a Vengeance, vinto da Kane. La rivalità si concluse il 25 luglio a Raw in uno Stretcher match, vinto da Edge.
Nella puntata di Raw dell'11 luglio, nel suo match contro Kane, Edge venne interrotto da Matt Hardy facendo una sorprendente apparizione. Hardy si riferì a Edge chiamandolo "Adam" e fece la stessa cosa con Lita. Continuò la faida con Hardy, con un astio reale tra i due lottatori, che si affrontarono a SummerSlam, dove fu Edge a trionfare per KO tecnico in seguito a un'eccessiva perdita di sangue dell'avversario.. Nelle settimane successive, Edge e Lita divennero vittime di veri e propri atti di stalking da parte di Hardy e la resa dei conti avvenne in uno steel cage match ad Unforgiven, dove fu Hardy a vincere. La faida si concluse in un Loser Leaves Ladder match a Raw Homecoming del 3 ottobre, con la vittoria di Edge. Dopo l'incontro, Hardy abbandonò il roster di Raw per andare in quello di SmackDown!, mentre Edge soffrì di un infortunio al muscolo grande pettorale che lo costrinse al riposo per qualche mese.
Durante il suo periodo d'assenza, iniziò a condurre un suo talk show personale a Raw chiamato The Cutting Edge, e iniziò a soprannominarsi "Rated-R Superstar". Usò inoltre il suo talk show per iniziare una faida con Ric Flair, dopo il pubblicizzato arresto di quest'ultimo. Dopo due settimane, Flair tornò e attaccò Edge e i due lottarono a New Year's Revolution, con in palio l'Intercontinental Championship, vinto da Flair per squalifica, dopo che Edge lo attaccò ripetutamente con la valigetta del money in the bank. Più tardi nella stessa sera, John Cena mantenne il WWE Championship nell'Elimination Chamber match, ma al termine del match, Vince McMahon annunciò che Edge avrebbe incassato immediatamente il Money in the Bank contro un sanguinante Cena. Dopo tre spear, schienò il campione e vinse il suo primo WWE Championship. La notte seguente a Raw, Edge decise di celebrare la sua vittoria facendo "sesso sfrenato" nel mezzo del ring insieme a Lita, per poi essere interrotti da Ric Flair. Tuttavia, Flair fu attaccato da Edge e mentre quest'ultimo stava per eseguire su di lui il con-chair-to, John Cena salvò Flair e eseguì una F-U su Lita. Il segmento della "Live Sex Celebration" ottenne un indice d'ascolto di 5.2, il più alto indice d'ascolto di Raw oltre un anno, portando Edge a autoproclamarsi il "campione più visto di sempre". Nella puntata di Raw del 16 gennaio, difese con successo il titolo contro Ric Flair in un TLC match, ma a Royal Rumble, perse il WWE Championship contro Cena.. Venne sconfitto anche nella rivincita della Raw del 16 febbraio, con Mick Foley come arbitro speciale. Al termine del match, incolpò Foley della sconfitta e lo colpì con una spear. Dopo una serie di attacchi reciproci, a WrestleMania 22, sconfisse Foley in un hardcore match dopo aver eseguito una Spear su un tavolo infuocato. Al termine della rivalità con Foley, sfidò nuovamente Cena per il WWE Championship, intromettendosi nella sua faida con Triple H, di conseguenza i tre si affrontarono a Backlash in un triple threat match, dove il campione mantenne il titolo.
Dopo Backlash, continuò la sua faida con Foley affrontandolo in un triple threat hardcore match che incluse anche Tommy Dreamer, ma inaspettatamente, Foley aiutò Edge, i due si proclamarono campioni Hardcore e nel pay-per-view ECW One Night Stand, Edge, Foley e Lita sconfissero Dreamer, Terry Funk e Beulah McGillicutty in un Extreme Rules tag team match. Più tardi nella stessa sera, interferì nel match valevole per il WWE Championship tra John Cena e Rob Van Dam e aiutò quest'ultimo a vincere il titolo dopo aver colpito Cena con una spear attraverso il tavolo.
A Vengeance, fallì la conquista del WWE Championship perdendo contro Van Dam. Due settimane più tardi nella puntata di Raw del 3 luglio, Edge affronto Van Dam in un Triple Threat match che includeva anche Cena e dopo aver colpito quest'ultimo con il titolo, Edge conquistò nuovamente il WWE Championship. Questo, riaccese nuovamente la rivalità tra Edge e Cena, e i due si affrontarono in un match a Saturday Night's Main Event per il WWE Championship, vinto da Cena per squalifica. A SummerSlam vinse ancora un match contro Cena dopo averlo colpito con un tirapugni quando l'arbitro era distratto. Nella puntata di Raw successiva a SummerSlam, Lita gettò il titolo personalizzato di Cena nel Long Island Sound sotto ordine di Edge, il quale dichiarò la fine dell'"era di Cena" e mostrò la sua versione personalizzata del titolo con la dicitura "Rated-R". Cena interferì nel match tra Edge e il rientrante Jeff Hardy, attaccandolo e lo gettò nel Long Island Sound. La settimana seguente, fu annunciato un TLC match tra i due per Unforgiven, e se Cena fosse stato sconfitto, avrebbe dovuto lasciare il roster di Raw e trasferirsi a SmackDown. All'evento svoltosi a Toronto, città nativa del Canadese, Edge non riuscì a mantenere il titolo, dove a trionfare fu John Cena che schiantò Edge con una FU dalla scala sopra due tavoli. Il canadese ottené comunque il plauso del pubblico natale al termine di una grande performance.
Nella puntata di Raw del 2 ottobre, un'interferenza della rinata D-Generation X (Triple H e Shawn Michaels) costò a Edge la sua "ultima opportunità" titolata contro John Cena, in uno steel cage match. 

#### Alleanza con Randy Orton (2006–2007)

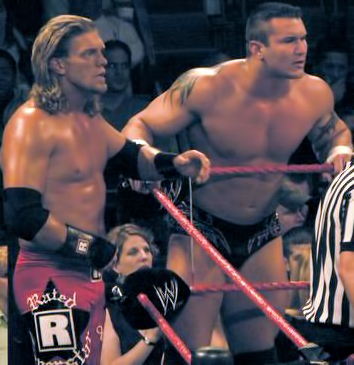
Edge (a sinistra) insieme a Randy Orton (a destra) nel 2007

Archiviata la faida con Cena, si alleò con Randy Orton nel tentativo di sconfiggere la DX, formando i Rated-RKO e a Cyber Sunday, sconfissero la DX, con Eric Bischoff come arbitro speciale. In poco tempo, i Rated-RKO dominarono la divisione tag team di Raw e vinsero il World Tag Team Championship, rendendolo un undici volte campione di coppia. Alle Survivor Series, i Rated-RKO fecero squadra con Johnny Nitro, Mike Knox e Gregory Helms perdendo contro il team DX formato da Triple H, Shawn Michaels, gli Hardy Boyz e CM Punk.
A New Year's Revolution, affrontarono la DX in un incontro titolato, che si concluse senza un vincitore quando Triple H soffrì un infortunio durante il match. Prese poi parte alla Royal Rumble, entrando col numero 5 e dopo aver eliminato cinque eliminazione per poi essere eliminato da Shawn Michaels. Nonostante l'assenza di Triple H, la faida andò avanti con il solo Shawn Michaels che fece coppia con John Cena e il neonato tag team, che gli strappò i World Tag Team Championship il 29 gennaio. Edge e Orton subirono una serie di sconfitte contro Cena e Michaels nei mesi successivi.
A WrestleMania 23, prese parte al Money in the Bank Ladder match, vinto da Mr. Kennedy, ma sia Edge che Orton, successivamente, puntarono al WWE Championship di John Cena, affrontandolo in un fatal four-way match, che incluse anche Shawn Michaels, a Backlash, vinto dal campione.

#### World Heavyweight Champion e "La Familia" (2007–2009)

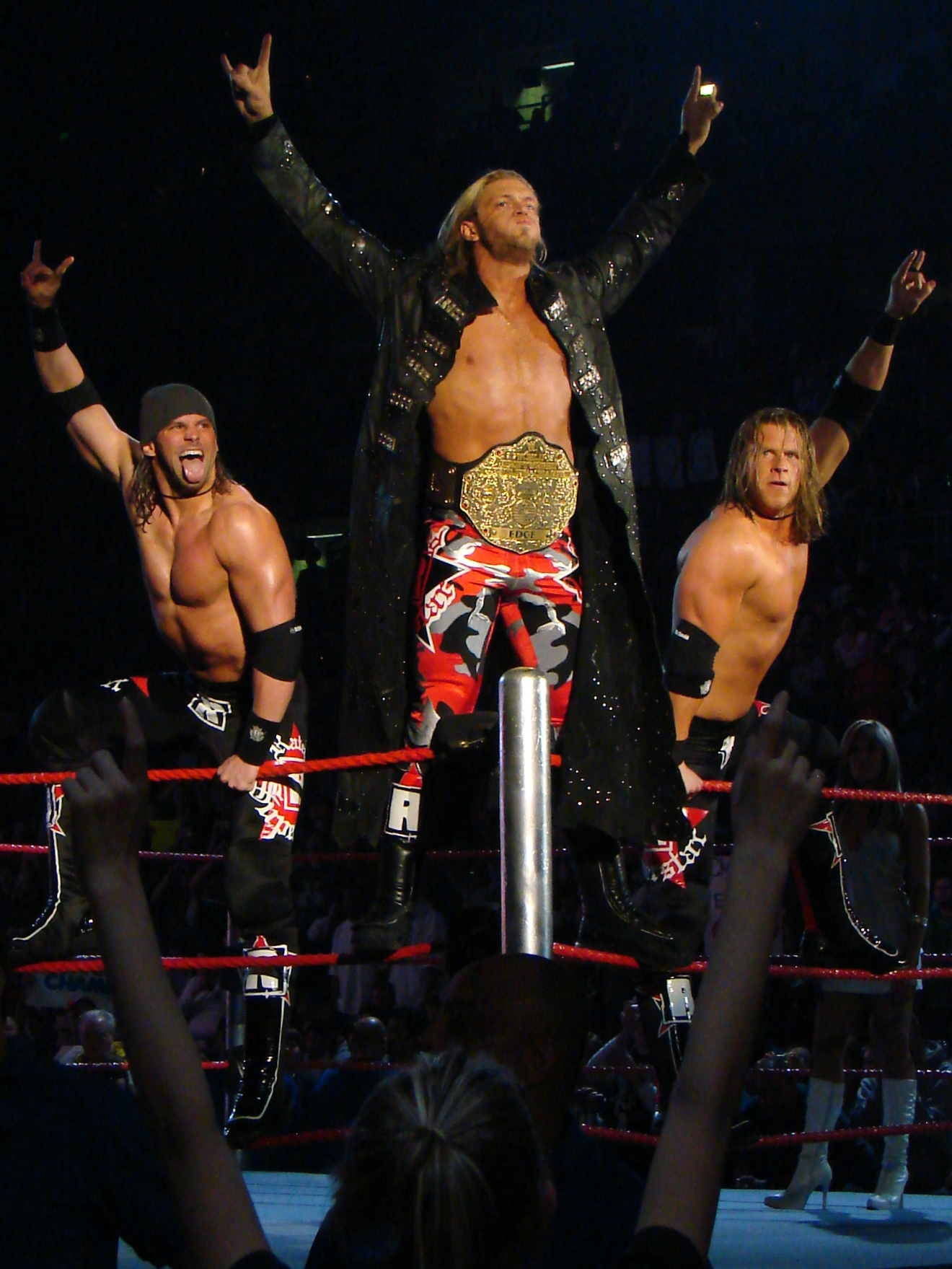
La Familia nel 2008: Da sinistra: Zack Ryder, Edge e Curt Hawkins

Nella puntata di Raw del 7 maggio, interruppe Mr. Kennedy, durante un promo. Per settimane Kennedy disse di non voler incassare il contratto fino alla successiva WrestleMania, ma Edge, lo sfidò a mettere in palio la valigetta, e dopo averlo attaccato e infortunato prima del match, lo batté e gli stappò la valigetta.
Nella puntata di SmackDown! dell'11 maggio, lo Steel Cage match valido per il World Heavyweight Championship tra il campione The Undertaker e lo sfidante Batista, si concluse in pareggio. In seguito all'attacco di Mark Henry sul campione, Edge incassò il Money in the Bank e vinse il World Heavyweight Championship e di conseguenza, divenne un membro del roster di SmackDown
Iniziò poi una faida con Batista e lo sconfisse a Judgment Day, a One Night Stand in uno Steel Cage match, e per count out in un last chance match a Vengeance: Night of Champions. Iniziò successivamente una rivalità con Kane dopo che quest'ultimo fu annunciato come sfidante al World Heavyweight Championship dal general manager di SmackDown! Theodore Long. Nella puntata di SmackDown! del 20 luglio, Edge fu costretto a rendere vacante il titolo a causa di un nuovo infortunio al muscolo grande pettorale sinistro.
Il canadese tornò dopo circa quattro mesi, nel corso delle Survivor Series: intervenne nel corso dell'Hell in a Cell match tra Batista e The Undertaker, colpendo ripetutamente quest'ultimo e permettendo al primo di conquistare la vittoria. Nell'edizione successiva di SmackDown il canadese rende pubblica la sua relazione col General Manager Vickie Guerrero. Nel corso del pay-per-view Armageddon, diventò per la seconda volta World Heavyweight Champion battendo in un Triple Threat match The Undertaker ed il campione Batista, schienando quest'ultimo, grazie all'aiuto di Curt Hawkins e Zack Ryder. I tre, insieme a Chavo Guerrero e alla stessa Vickie, formano una stable, chiamata La Familia. Difese poi con successo il titolo sia a Royal Rumble che a No Way Out, contro Rey Mysterio, ma lo perse a WrestleMania XXIV contro The Undertaker, che lo sottomise alla Hell's Gates. Nel rematch di Backlash, il becchino difese con successo il titolo, ma in seguito, fu privato della cintura da Vickie Guerrero e costretto a sfidare nuovamente Edge per il titolo prima a Judgment Day e quindi a One Night Stand in un TLC match. Il primo si è concluso con una vittoria per count out per The Undertaker, perciò non valida per la conquista del titolo; il secondo terminò dopo una cruenta contesta, con la conquista del titolo da parte di Edge, costringendo quindi The Undertaker a lasciare la WWE (keyfabe).
Il 30 giugno a Raw, mentre era impegnato in un promo sul ring, fu attaccato da Batista; immediatamente dopo, CM Punk, incassò il Money in the Bank contract e gli soffiò il titolo. La faida con The Undertaker, reintegrato nel roster di SmackDown nella puntata del 25 luglio da Vickie Guerrero, culminò definitivamente a SummerSlam, in un brutale Hell in a Cell match dove ad avere la meglio fu The Undertaker.
Dopo un periodo di assenza, Edge tornò a novembre alle Survivor Series, come partecipante a sorpresa ad un match a tre per il WWE Championship contro Vladimir Kozlov e il campione Triple H, vincendo match e titolo, perdendolo tuttavia circa un mese dopo, ad Armageddon, in favore di Jeff Hardy che vinse il triple threat Match che comprendeva anche Triple H. A Royal Rumble, Edge affrontò Hardy in un rematch senza squalifiche e, grazie all'attacco a tradimento di Matt Hardy su suo fratello, il canadese vinse l'incontro e si riprese il titolo.

#### Regni titolati e ritiro (2009–2011)

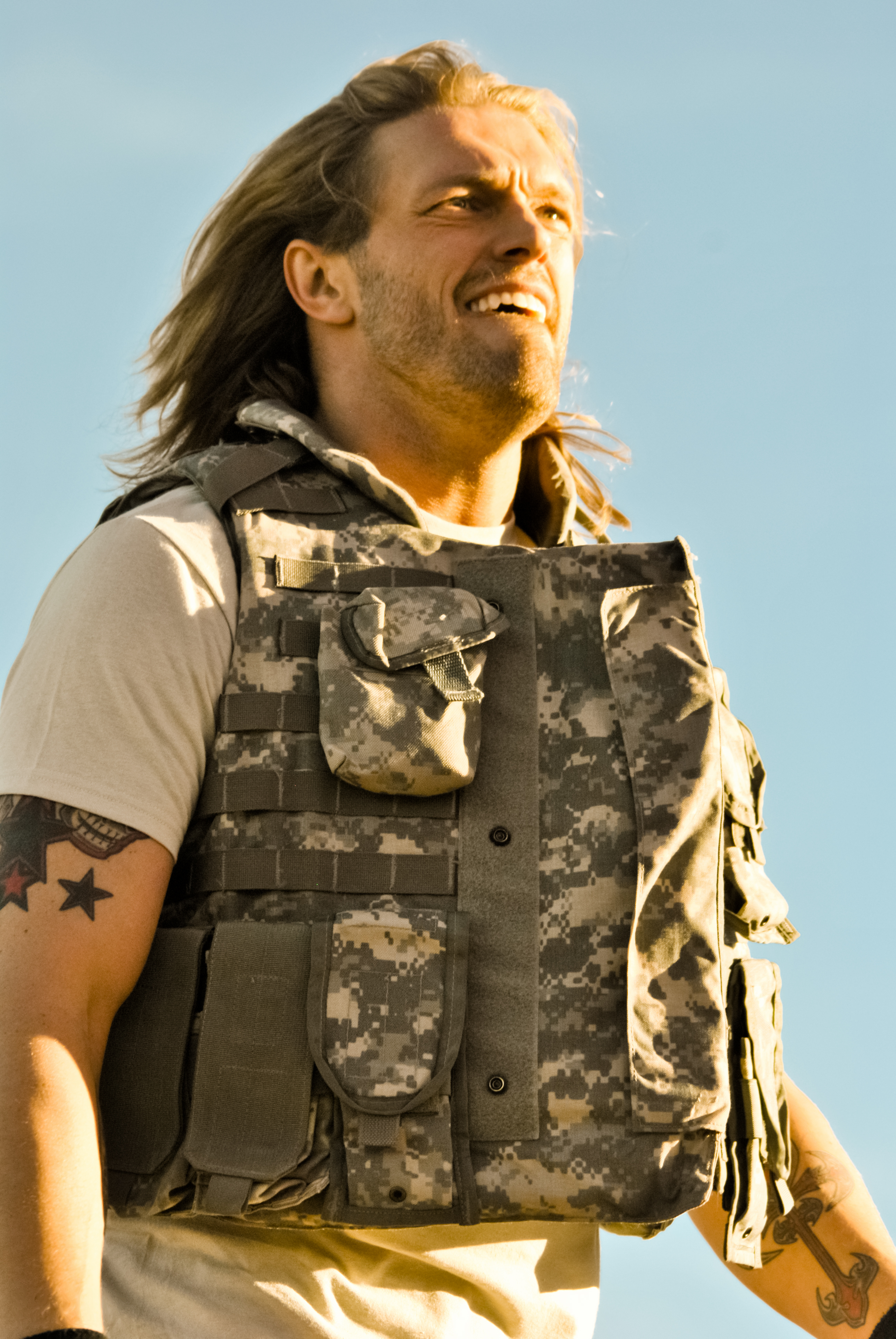
Edge nel 2010

Il 15 febbraio 2009 a No Way Out difese la cintura in un Elimination Chamber match in cui parteciparono Jeff Hardy, Triple H, The Undertaker, Big Show e Vladimir Kozlov. Edge aprì il match insieme e fu eliminato dopo pochi minuti da Hardy. Ma la sua serata non finì qui: Edge attaccò con una sedia Kofi Kingston, uno dei partecipanti dell'Elimination Chamber match valido per il World Heavyweight Championship, e prese il suo posto, diventando così il primo wrestler a partecipare nella stessa serata a due Elimination Chamber match. Eliminò prima il campione John Cena e poi Rey Mysterio, vincendo il titolo.
A WrestleMania XXV, perse il titolo in un triple threat match contro Big Show e John Cena. Dopo aver fallito nel rematch a tre di Raw, due settimane dopo, a Backlash, ottenne la rivincita titolata contro Cena in un last man standing match. Dopo un incontro molto combattuto intervenne Big Show, che gettò Cena dentro un riflettore posizionato sullo stage, consegnando la vittoria ad Edge che conquistò così il suo nono titolo mondiale. A Judgment Day, difese con successo il titolo contro Jeff Hardy grazie all'aiuto determinante di Matt Hardy, ma lo perse nella rivincita di Extreme Rules in un ladder match. La sera successiva a Raw annunciò il divorzio da Vickie Guerrero, ammettendo di averla sposata solo per il suo potere.
A The Bash, venne inserito in coppia con Chris Jericho nel match valido per il WWE Tag Team Championship detenuti da Carlito e Primo. Il duo canadese si aggiudicò il match, ma la settimana successiva, Edge subì un infortunio al tendine di Achille che lo costrinse ad uno stop forzato. A Night of Champions, Jericho annunciò che sarebbe stato Big Show a sostituire l'infortunato partner, e da lì, nacquero i Jeri-Show.
Edge tornò il 31 gennaio 2010 a Royal Rumble, come face, entrando nella rissa reale col numero 29, e vincendola eliminando per ultimo John Cena. A WrestleMania XXVI, affrontò senza successo Chris Jericho per il World Heavyweight Championship, per poi attaccarlo nel post match. Due settimane dopo a Smackdown, attaccò ancora Jericho lasciandolo dolorante a terra e permettendo così a Jack Swagger di incassare il Money in the Bank contract e di vincere il titolo. La faida proseguì a Extreme Rules in uno steel cage match, dove ne uscì vincitore.
Durante il Draft del 2010, fu trasferito nel roster di Raw, effettuò un turn heel, attaccando l'ex alleato Christian e iniziò una faida con Randy Orton che culminò a Over The Limit, ma il match terminò con un doppio count out a causa di un infortunio al braccio subito da Orton. Il giorno successivo, conquistò un posto nel fatal 4-way match valevole per il WWE Championship, ma al pay-per-view Fatal 4-Way fu Sheamus ad ottenere la vittoria grazie all'interferenza del Nexus. Dopo aver subito altri attacchi da parte del Nexus, nella novecentesima puntata di Raw fu inserito nel vittorioso Team WWE (Edge, John Cena, The Great Khali (poi infortunatosi e sostituito da Daniel Bryan), John Morrison, Chris Jericho, R-Truth e Bret Hart) contrapposto al Nexus. Al Six Pack Challenge di Night of Champions perse la possibilità di diventare campione WWE. Col passare delle settimane assume sempre più un atteggiamento da face e poco dopo fu trasferito a SmackDown, in cambio di CM Punk. Dopo aver superato Jack Swagger a Hell in a Cell e Dolph Ziggler due settimane dopo a Smackdown, entrò a far parte del Team Smackdown (il capitano Big Show, Edge, Rey Mysterio, Alberto Del Rio, Kofi Kingston, Tyler Reks e Jack Swagger) che batté poi il Team Raw (il capitano The Miz, CM Punk, Sheamus, John Morrison, R-Truth, Ezekiel Jackson e Santino Marella) a Bragging Rights.
Poco dopo iniziò quindi una faida con il World Heavyweight Champion, Kane e nella puntata di SmackDown del 29 ottobre, sconfisse Rey Mysterio e Alberto Del Rio in un triple threat diventando lo sfidante al titolo. Alle Survivor Series il match tra Edge e Kane terminò in parità, a causa di un doppio schienamento. A TLC  sconfisse Kane in un TLC fatal-four way match comprendente anche Rey Mysterio e Alberto Del Rio conquistando il World Heavyweight Championship. Dopo aver difeso con successo il titolo contro Kane in un last man standing match, iniziò una faida con Dolph Ziggler e la ex moglie Vickie Guerrero e a Royal Rumble batté Ziggler mantenendo il titolo. Nella stessa sera il General Manager Vickie Guerrero licenziò Edge e incoronò Ziggler come nuovo campione, ma Theodore Long lo riassunse.
A Elimination Chamber difese con successo il titolo nel match omonimo che comprendeva anche Rey Mysterio, Kane, Big Show, Wade Barrett e Drew McIntyre, ma a fine match venne attaccato da Alberto Del Rio, venendo salvato dal rientrante Christian. A WrestleMania XXVII sconfisse Del Rio e conservò il World Heavyweight Championship e a fine match, lui e Christian distrussero con delle spranghe di ferro l'auto del messicano.
Nella puntata di Raw dell'11 aprile 2011, annunciò il suo ritiro a causa del sopraggiungere di una stenosi del canale vertebrale, patologia che avrebbe potuto portarlo alla paralisi, il cui rischio sarebbe stato sempre più elevato con il passare del tempo. In seguito, il World Heavyweight Championship venne reso vacante.

#### Apparizioni sporadiche (2011–2019)
Nonostante il ritiro, continuò a lavorare per la WWE, svolgendo il ruolo di ambasciatore della federazione e altri ruoli extra-ring. Apparve a Extreme Rules complimentandosi con Christian per la conquista del World Heavyweight Championship ai danni di Alberto Del Rio. Partecipò come guest host a SummerSlam 2011 e durante questo PPV venne annunciato come "asso nella manica" da Christian, ma dopo un breve discorso, Edge andò via dal ring, deluso dal modo in cui Christian vinse il World Heavyweight Championship a Money in the Bank.
Nella puntata di Raw del 9 gennaio venne annunciato come il primo inserito nella WWE Hall of Fame, la notte prima di WrestleMania XXVIII introdotto dal suo grande amico Christian.
Tornò a Raw, il 23 aprile 2012 per parlare con John Cena, incitandolo a vincere il suo match contro Brock Lesnar ad Extreme Rules e il 21 settembre 2012 si presentò a SmackDown, parlando con i Tag Team Champion Daniel Bryan e Kane e quando sembrava che potesse iniziare una rissa con quest'ultimo, i due si abbracciarono sotto l'applauso del pubblico e allo sguardo irritato di Bryan.
Nella puntata di Raw del 29 dicembre 2014, apparve assieme a Christian e per salvarlo dall'attacco di Seth Rollins, John Cena fu costretto a ripristinare il potere dell'Authority, sospeso dalle Survivor Series proprio per via della vittoria del Team Cena.
Condusse il Cutting Edge nella puntata di SmackDown precedente alle Survivor Series 2016 con ospiti Shane McMahon, Randy Orton, Bray Wyatt, Dean Ambrose e AJ Styles, ossia i partecipanti del 5 vs 5 Traditional Survivor Series Elimination Match contro il roster di Raw.
Tornò a sorpresa durante il kick-off di SummerSlam 2019, dove colpì Elias con una spear. Dopo questa apparizione, iniziarono a circolare voci circa il suo ritorno sul ring, più volte smentite dallo stesso canadese.

#### Ritorno alla competizione attiva  (2020–presente)

##### Faida con Randy Orton (2020)
Il 26 gennaio, alla Royal Rumble 2020, tornò sul ring dopo nove anni partecipando al match omonimo col numero 21, ma fu eliminato da Roman Reigns dopo circa 23 minuti di permanenza. La sera dopo, a Raw, dichiarò di voler proseguire la sua carriera e in seguito all'annuncio, venne raggiunto sul ring da Randy Orton (suo ex-compagno nei Rated-RKO) il quale, inaspettatamente, lo colpì prima con una RKO e poi ripetutamente con due sedie, infortunandolo (kayfabe). Il 26 marzo, nella seconda serata di WrestleMania 36, sconfisse Orton in un last man standing match. La faida proseguì a Backlash, dove a trionfare fu Orton. Nel corso del match, Edge subì un infortunio ai tricipiti fu costretto a rimanere fermo per oltre sette mesi.

##### Opportunità titolate (2021–2022)
Il 31 gennaio, alla Royal Rumble, partecipò all'omonimo match dove, entrando col numero uno, trionfò eliminando per ultimo Randy Orton. Nella puntata di NXT del 3 febbraio presenziò al confronto tra l'NXT Champion Finn Bálor e Pete Dunne, dicendosi interessato all'NXT Championship e di considerare l'idea di vincerlo. Dopo settimane di indecisione su chi sfidare a WrestleMania 37, al termine del match tra lo Universal Champion Roman Reigns e Daniel Bryan, attaccò il campione con una Spear, indicando il logo di WrestleMania 37. Nella puntata di SmackDown del 19 marzo Edge sconfisse Jey Uso nel suo primo match nello show blu dopo dieci anni, diventando lo special guest enforcer nel match tra Daniel Bryan e Roman Reigns di Fastlane. Durante tale incontro, Edge, colpito involontariamente da Bryan, attaccò questi e Reigns, andandosene poi via, mentre l'incontro terminò con la vittoria di Reigns, che mantenne l'Universal Championship. L'11 aprile, nella seconda serata di WrestleMania 37, partecipò ad un triple threat match per l'Universal Championship che comprendeva anche Daniel Bryan e Roman Reigns ma l'incontro venne vinto da quest'ultimo.
Dopo qualche mese di assenza, tornò il 25 giugno a SmackDown, dove attaccò Roman Reigns, che sfidò per Money in the Bank, con in palio lo Universal Championship, dove fu sconfitto a causa dell'interferenza di Seth Rollins. Nelle settimane successive iniziò una faida con quest'ultimo, che sfociò prima in un match a SummerSlam, vinto da Edge per sottomissione, poi nella puntata di SmackDown del 10 settembre, dove fu invece Rollins a trionfare e infine il 21 ottobre a Crown Jewel, dove Edge vinse un hell in a cell match, concludendo la faida.
Per effetto dell'annuale Draft, passò al roster di Raw, facendo la sua prima apparizione durante la puntata del 29 novembre, dove ebbe un confronto con The Miz. Dopo vari scontri fisici e verbali, sconfisse The Miz a Day 1 anche grazie all'aiuto della moglie Beth Phoenix, la quale allontanò Maryse.
Il 29 gennaio, alla Royal Rumble, Edge e Phoenix sconfissero Miz e Maryse in un mixed tag team match.

##### Judgment Day e varie faide (2022–2023)
Nella puntata di Raw del 21 febbraio Edge indisse una open challenge a qualsiasi atleta del roster per WrestleMania 38. La settimana successiva AJ Styles rispose alla sfida, ma poco dopo fu brutalmente colpito con due sedie da Edge, il quale effettuò un turn heel. Dopo aver cambiato completamente personalità nel corso delle successive settimane, sconfisse Styles nella seconda serata di WrestleMania 38 grazie all'interferenza di Damian Priest. I due si allearono e il sodalizio fu chiamato Judgment Day, affermando che avrebbero spazzato via chiunque non si fosse adattato alla loro visione. Nell'episodio del 18 aprile di Raw, Edge dichiarò che aveva bisogno di terminare ciò che aveva iniziato con Styles e lo sfidò nuovamente ad un match per WrestleMania Backlash, match che vide trionfare ancora una volta la Rated R Superstar, stavolta grazie a Rhea Ripley, nuovo membro della stable.
Dopo essere stato cacciato dal Judgment Day nella puntata di Raw del 6 giugno Edge fece il suo ritorno come face a SummerSlam vendicandosi di Finn Bálor (che si era unito alla stable) e Damian Priest interferendo nel match tra i Mysterio e quest'ultimi. la faida proseguì nei mesi successivi e a Royal Rumble, nel corso del match omonimo, Edge eliminò sia Balor che Priest, ma poco dopo i due tornarono sul ring e lo eliminarono. Ad Elimination Chamber, Edge e Beth Phoenix batterono Balor e Ripley in un mixed tag team match. La sera successiva a Raw, Edge sfidò Balor ad un hell in a cell match per WrestleMania 39, che vide vincitore Rated R Superstar.
Il 1º maggio 2023, per effetto del Draft, passò al roster di SmackDown. In seguito combatté due volte a SmackDown, la prima il 7 luglio dove prevalse su Grayson Waller e la seconda il 17 agosto dove sconfisse Sheamus nella sua città natale di Toronto.

### All Elite Wrestling (2023–presente)
Debuttò nella All Elite Wrestling con il suo vero nome il 1º ottobre al termine del main event di WrestleDream tra Christian Cage e Darby Allin, dove salvò quest'ultimo, attaccando Luchasaurus e Nick Wayne, sotto lo sguardo del suo vecchio partner Cage. Nella successiva conferenza stampa, il presidente dalla compagnia Tony Khan, annunciò ufficialmente la firma di Copeland con un contratto full-time.

## Sospensione per doping
Nell'agosto del 2007 fu sospeso per trenta giorni dalla WWE: il wrestler fu segnalato come cliente della Signature Pharmacy, una società sotto inchiesta per aver venduto senza regolare ricetta medicinali e sostanze dopanti. Poiché, al momento della sospensione, risultava infortunato, fu multato di una somma pari a trenta giorni di stipendio.
Il suo nome era presente, nel marzo del 2007, sulla lista pubblicata dal sito internet della rivista Sports Illustrated, nella quale vennero fatti i nomi degli sportivi statunitensi sospettati di aver assunto sostanze dopanti: Edge, in particolare, fu accusato di aver acquistato del GH.
Copeland ammise di aver utilizzato steroidi già nel corso di un'intervista concessa ad un programma televisivo statunitense risalente al gennaio del 2005: in questa occasione, sostenne che l'assunzione degli ormoni avvenne in seguito a una delicata operazione di fusione di alcune vertebre del collo e che, immediatamente dopo il periodo in cui dovette assumerne, smise di utilizzarli poiché riscontrò una notevole riduzione dell'agilità.
Stando a quanto affermato dal wrestler, prese il GH perché i medici gli dissero che avrebbe aiutato le ossa a crescere nella zona dove erano stati inseriti la placca e i chiodi. Affermò inoltre di aver effettuato diverse analisi del sangue, consultato più dottori, studiato la sostanza in questione e di aver ricevuto una regolare ricetta prima di farne uso.

## Personaggio

### Mosse finali

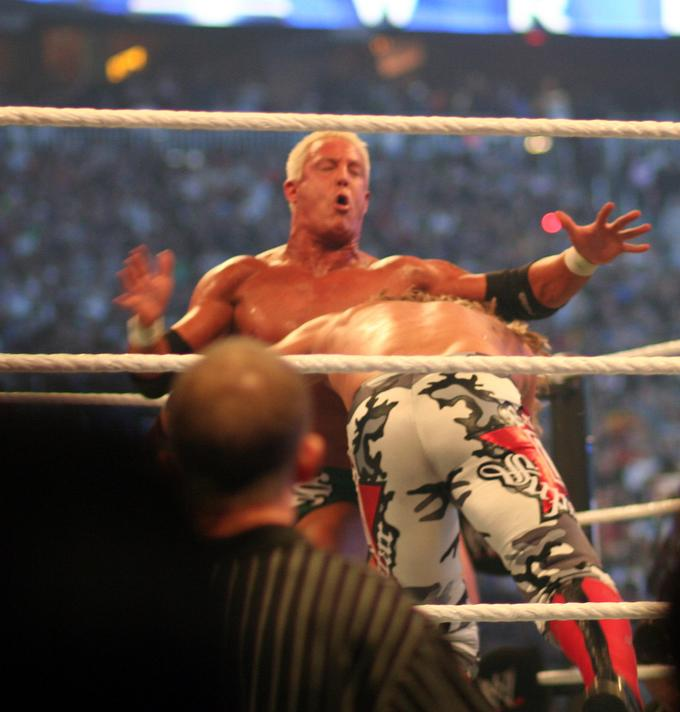
Edge esegue la Spear su Mr. Kennedy

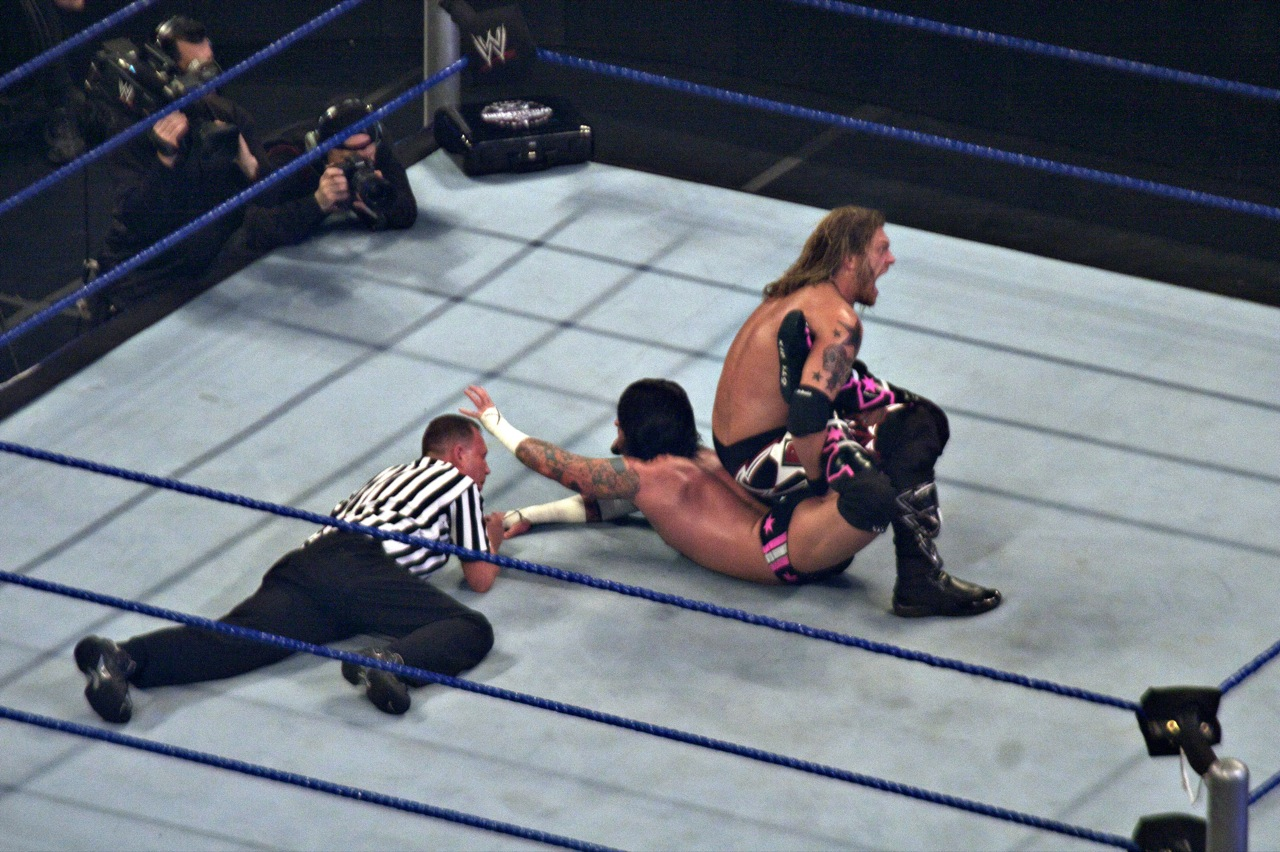
Edge esegue la Edgecator su CM Punk

- Buzzkiller / Edgecution / Impaler DDT (Lifting DDT, a volte da una posizione sopraelevata) – 1998–2002
- Downward Spiral (Leg Hook Reverse STO) – 1998–2000
- Edgecator (Kneeling Inverted Sharpshooter)
- Killswitch (Inverted double underhook facebuster) – 2011
- Spear

### Soprannomi
- "The Rated-R Superstar"[2]
- "The Master Manipulator"
- "Mr. Money in the Bank"
- "The Ultimate Opportunist"[2]
- "King Edge the Awesome"

## Titoli e riconoscimenti
- All Elite Wrestling
  - AEW TNT Championship (2)[184][185]
- The Baltimore Sun

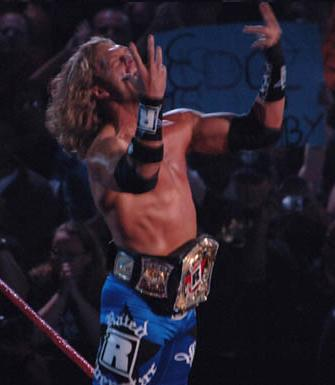
Edge con il WWE Championship (in foto nella versione personalizzata "Rated-R Superstar"), titolo che ha detenuto quattro volte

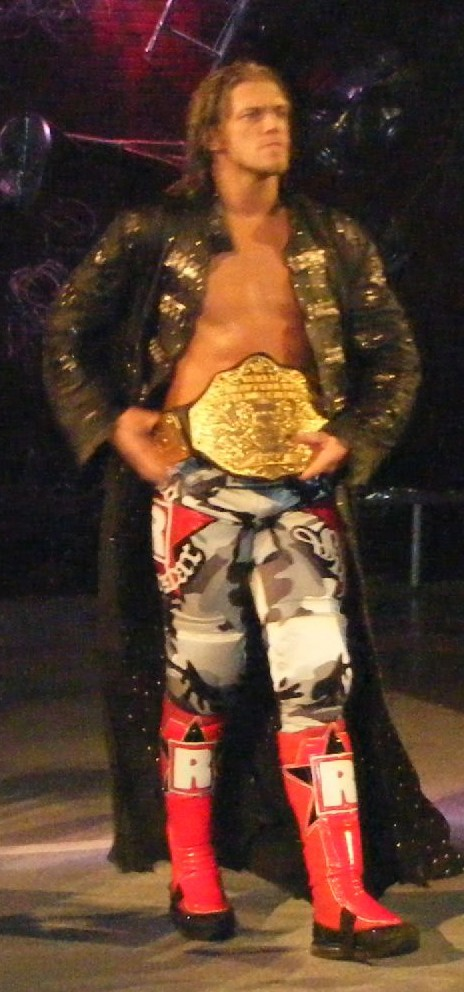
Edge con il World Heavyweight Championship, titolo che ha detenuto sette volte

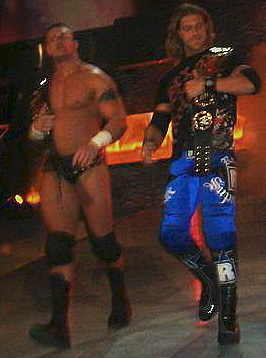
Edge con il World Tag Team Championship, titolo che ha detenuto dodici volte, di cui sette con Christian, due con Chris Benoit, una con Chris Jericho, una con Hollywood Hulk Hogan e una con Randy Orton

  - Best Feud of the Decade (2010) - vs. John Cena
- Canadian Wrestling Association
  - CWA North American Championship (1)
- Cauliflower Alley Club
  - Men's Wrestling Award (2013)
- CBS Sports
  - Best Moment of the Year (2020) - per il ritorno a Royal Rumble 2020
  - Promo of the Year (2020) - per aver avvertito Randy Orton
- Insane Championship Wrestling
  - ICW Street Fight Tag Team Championship (2) – con Christian Cage (1) e Joe E. Legend (1)
  - ICW/MWCW Mid-West Unified Tag Team Championship (1) – con Joe E. Legend
- George Tragos/Lou Thesz International Wrestling Institute
  - Lou Thesz Award (2013)
- Outlaw Championship Wrestling
  - OCW Tag Team Championship (1) – con Joe E. Legend
- Pro Wrestling Illustrated
  - Comeback of the Year (2004)
  - Feud of the Year (2005) - con Lita vs. Matt Hardy
  - Feud of the Year (2006) - con Lita vs. John Cena
  - Match of the Year (2000) - con Christian vs. The Dudley Boyz vs. The Hardy Boyz a WrestleMania 2000
  - Match of the Year (2001) - con Christian vs. The Dudley Boyz vs. The Hardy Boyz a WrestleMania X-Seven
  - Most Hated Wrestler of the Year (2006)
  - Most Improved Wrestler of the Year (2001)
  - 2º tra i 500 migliori wrestler singoli nella PWI 500 (2007)
- Southern States Wrestling
  - SSW Tag Team Championship (1) – con Christian Cage
- World Wrestling Federation/Entertainment
  - World Tag Team Championship (12)[186] – con Christian (7), Chris Benoit (2), Chris Jericho (1), Hollywood Hulk Hogan (1) e Randy Orton (1)
  - World Heavyweight Championship (7)
  - WWE Intercontinental Championship (5)[187]
  - WWE Championship (4)
  - WWE Tag Team Championship (2) – con Chris Jericho (1) e Rey Mysterio (1)
  - WCW United States Championship (1)
  - WWE Hall of Fame (classe del 2012)[11]
  - King of the Ring (edizione 2001)
  - Money in the Bank (edizione 2005 e 2007)[Nota 1]
  - Royal Rumble (edizione 2010 e 2021)
  - Bragging Rights Trophy (edizione 2010) – con il Team SmackDown
  - Gold Rush Tournament (2005)
  - Triple Crown Champion
  - Grand Slam Champion (nuovo formato)
  - Slammy Award (4)
    - Best Couple of the Year (edizione 2008) - con Vickie Guerrero
    - "Oh Snap!" Meltdown of the Year (2010) -  per aver distrutto il computer del General Manager anonimo di Raw
    - Return of the Year (edizione 2020) - a Royal Rumble 2020
    - Rivalry of the Year (edizione 2020) - vs. Randy Orton
- Wrestling Observer Newsletter
  - Tag Team of the Year (2000) - con Christian
  - Match of the Year (2002) - con Rey Mysterio vs. Kurt Angle e Chris Benoit a No Mercy 2002
  - Worst Worked Match of the Year (2008) - con Christian
  - Worst Feud of the Year (2008) - vs. Jeff Hardy e Vladimir Kozlov alle Survivor Series 2008

## Filmografia

### Cinema
- Highlander: Endgame, regia di Douglas Aarniokoski (2000)
- Oltre ogni regola (Bending the Rules), regia di Artie Mandelberg (2012)
- Interrogation - Colpo esplosivo (Interrogation), regia di Stephen Reynolds (2016)

### Televisione
- Mind of Mencia - serie TV, 1 episodio (2006)
- MADtv - serie TV, 1 episodio (2007)
- Sanctuary - serie TV, 2 episodi (2011)
- Haven - serie TV, 42 episodi (2011-2015)
- The Flash - serie TV, 1 episodio (2015)
- Private Eyes - serie TV, 1 episodio (2016)
- Vikings - serie TV, 25 episodi (2017-2020)
- Percy Jackson e gli dei dell'Olimpo (Percy Jackson and the Olympians) - serie TV (2023-in corso)

## Doppiatori italiani
In italiano, è stato doppiato da:
- Francesco De Francesco in Oltre ogni regola
- Walter Rivetti in Haven
- Saverio Indrio in The Flash
- Dario Agrillo in Vikings
- Dario Oppido in Percy Jackson e gli dei dell'Olimpo